# 李長倩
李長倩（1588年—1646年），字維曼，號瞻麓，南直隸揚州府高郵州興化縣人，明朝、南明政治人物。

## 生平
李長倩是隆慶年間內閣首輔李春芳曾孫，李茂才孫，李思敬子，李思誠從子。天啟七年（1627年）丁卯科應天鄉試第九十七名舉人，崇禎七年（1634年）甲戌科進士。本年十月授浙江歸安縣知縣，十三年升礼部儀制司主事，十四年升员外郎，再升江西按察司提学佥事，丁憂歸。起調福建按察司副使。
弘光元年（1645年）閏六月與福建三司官員迎立隆武帝，任戶部尚書。

## 家族
曾祖李春芳，丁未状元、特进光禄大夫柱囯少师兼太子太师吏部尚书中極殿大学士谥文定；祖李茂材，中宪大夫太常寺少卿赠太子太保礼部尚书兼翰林院学士崇祀乡贤；父李思敬，处州知府祀名宦辛卯举人。叔父李思诚，禮部尚書。